# Dežela Valkenburg
Dežela Valkenburg je bila na začetku gospostvo, ki je bilo leta 1357 povzdignjeno v grofijo, z gradom Valkenburgom kot gradom na katerem je bil sedež. Območje se zdaj nahaja v južnem delu nizozemskega Limburga .

## Obseg
Geografsko je gospostvo pokrivalo osrednje območje v dolini Geul, ki se je kasneje razširilo proti severu. Od leta 1334 je imelo v lasti tudi eksklavo: gospostvo Eijsden. V osrednjem območju je bila ena enklava: cerkvena domena Vaesrade. Poleg tega je bilo gospostvo Wijnandsrade fevd gospoda Valkenburškega, vendar je uživalo cesarsko svobodo.
Upravno je območje dolgo tvorilo eno celoto: vse vasi in rajoni so bili neposredno pod gospodom Valkenburškim. Po letu 1500 so bile nekatere vasi povzdignjene v podgospodstva. Vsa podgospostva so bila  fevd Valkenburških, z izjemo Geleena, ki je leta 1609 prišel pod oblast Brabanta.
Sodno je območje obsegalo štiri okrožja. Vsako okrožje je imelo dvorno klop (t. i. prizivno sodišče), ki je stalo nad več lokalnimi odborniško klop (t. i. sodišči prve stopnje). Najvišja pristojnost je bila rezervirana za vrhovno sodišče v Valkenburgu, vendar je tradicionalno imelo to pristojnost tudi glavno sodišče v Heerlenu.
- Okrožje Heerlen je bilo na severovzhodu. To je bilo največje in je nastalo iz prvotnega gospostva Heerlen. Kasneje so bili kraji Schaesberg, Hoensbroek, Brunssum (s Schinveldom in Jabeekom) in Oirsbeek (z Amstenrade, Merkelbeek in Bingelrade) povzdignjeni v lastna gospostva. Po tem je gospostvo Heerlen obsegalo le še vasi Heerlen, Nieuwenhagen, Voerendaal in Ubachsberg.
- Na severozahodu je ležalo okrožje Beek z vasmi Oensel, Kelmond, Geverik, Beek in Neerbeek. Vasi Geleen (s Spaubeekom) in Schinnen sta prerasli v gospostva. Geleen je bil leta 1654 celo povišan v " grofijo Geleen".
- Na jugozahodu je ležalo okrožje Meerssen. Na severu je obsegalo gospostva Meerssen, Bunde, Itteren, Ulestraten in Geulle; na jugu vasi Amby in Houthem.
- Na jugovzhodu je ležalo okrožje Klimmen: Schimmert, Hulsberg in poznejše gospostvo Nuth. Glede pobiranja davkov, je to vključevalo tudi Oud-Valkenburg, Strucht, Schin op Geul (razen v letih 1557-1593 in od leta 1630; takrat je imela ta vas svojo glavno klop) in Eijsden.

## Zgodovina
Dežela Valkenburg se je sčasoma širila zahvaljujoč dolgotrajnemu kopičenju posesti in pravic v regiji s strani prapornih gospodov, ki so vladali iz Oud-Valkenburga. Tako so se do 13. stoletja razvili v močne gospode v regiji. Redno so prihajali v konflikte z drugimi napredujočimi velesilami: Jülichom, Geldersom in Liègeom. Brabant je poskušal pridobiti posest in oblast tudi na desnem bregu reke Maas. To je pripeljalo do bitke pri Woeringenu (1288) in poznejšega obleganja Valkenburga.
Z dedovanjem je dežela Valkenburg leta 1118 prišla v last gospodov Heinsberških. Ta rodbina je izumrla leta 1352. Leta 1357 je bilo gospostvo Valkenburg povzdignjeno v grofijo. Novi gospodar, vojvoda Viljem Jülich-ški, je potreboval denar in je Valkenburg zastavil svojemu večnemu tekmecu Brabantu (1364), ki je območje obdržal za vedno. Postalo je del Brabantovih "treh Dežel Overmaas ". Brabant je pozneje Jülichu ponovno prodal severna mesta Munstergeleen, Sittard in Born. Prav tako je Brabant kupil večino pravic v Heerlenu (1378). Landdrost iz Valkenburga je predstavljal oblast v imenu vojvode Brabantskega. Med drugim je skrbel za pobiranje davkov ter vzdrževanje gradu in mestnega obzidja. Leta 1465 je drost Dirk Pallandtski zagotovil, da so prebivalci Liègea lahko vzdržali obleganje.
V času nizozemskega upora je vojvoda Parmski ponovno osvojil prestolnico (1578). Ob koncu osemdesetletne vojne je mesto ponovno padlo v roke republike (1644). Vendar španska vlada ni hotela odstopiti celotnega območja. Šele trinajst let po miru v Münstru je bil dosežen dogovor o razdelitvi: Particijska pogodba (1661). Na splošno je sever ostal Španiji, jug pa Republiki. Ta delitev je začela veljati leta 1663.
- Španski del (partage ) je vključeval: Oud-Valkenburg, Brunssum in Geleen. To vključuje tudi številne zunanje fevde, kot so Limbricht, grad Wolfrath, samostan sv. Gerlacha in opatija Godsdal.
- Nizozemski stanovi pa so dobili: Valkenburg, Heerlen, Meerssen in Eijsden. Nekateri tuji fevdi sta bila belgijski Leut in nemški Hürth. Znotraj španskega mesta Schaesberg je bila podeželska cesta Heerlen-Nieuwenhagen prav tako prepuščena Generalnim stanovom Nizozemske.

V španskih delih dežele Valkenburg, tako kot v vsej španski Nizozemski, je bila dovoljena le rimskokatoliška veroizpoved, proti drugim religijam pa so se pogosto izvajali represivni ukrepi. V nekaterih delih države je reformirana cerkev postala javna cerkev. Vendar je prebivalstvo na območju Stanov ostalo pretežno rimskokatoliško. Večina krajev je imela le eno cerkev, zato je bila pogosto odprta za bogoslužje obeh gibanj (hkratno). V drugih deželah Generalite je to načelo dokazalo svojo uporabnost po letu 1633. Pa vendar so tudi tu, tik za mejo republike, nastale obmejne cerkve katoliških vernikov iz dela stanov.
Zaradi vojne za špansko nasledstvo je Južno Nizozemsko podedovala avstrijska veja Habsburžanov (1713). V avstrijskem obdobju je bila sklenjena ozemeljska izmenjava, zapisana v pogodbi iz Fontainebleauja (1785). Avstrija je v zameno za grofijo Dalhem prepustila več eksklav v deželi Valkenburg. To se je nanašalo predvsem na samostan St. Gerlach, Oud-Valkenburg, Strucht, Schin op Geul in Schaesberg. Zamenjavo je v veliki meri pripravil in izvedel takratni državni oskrbnik Overmaasa, tudi državni pravobranilec Valkenburga, Willem Hendrik van Panhuys (1734-1808). Nastal je konflikt zaradi gospostva Elsloo, kjer je imel Valkenburg krvno sodstvo, vendar je gospod Elsloojski Nikolaj Anton Arberški (1736-1813) zavrnil prisego zvestobe. Nasprotovanja so se prevesila v pravne spore, ki so se vlekli do prihoda Francozov leta 1794, zaradi česar je zadeva postala nepomembna.
Dve polovice Valkenburga so se v francoskem obdobju ponovno združile v departmaju Nedermaas (1795-1814). Kasneje pa je iz njega nastala prva provinca Limburg (1815-1839).

## Jezik
Ljudski jezik je bil limburški, vendar so oblasti uporabljale brabantski jezik. Priključitev s strani generalnih stanov ni spremenila položaja. Zato so stari arhivski dokumenti zbrani v brabantskem narečju srednje nizozemščine. Najdemo tudi tipično brabantsko črkovanje v "-oi-" iz " Oirsbeek ".